# Algeziologie
Algeziologie je lékařská věda zabývající se léčbou chronické bolesti, která často doprovází onemocnění pohybového aparátu. Lékařský odborník je v tomto oboru algeziolog. Z pohledu českého lékařství je algeziologie nástavbovým lékařským oborem. Při léčbě bolesti je důležitá a klíčová úzká spolupráce mezi pacientem a lékařem. Nutno podotknout, že bolest je vždy subjektivní zkušenost každého jedince – nelze ji tedy objektivně změřit. Algeziologie se většinou zaměřuje na situace, kdy běžná léčba na odstranění bolesti nestačí a je nutný zvláštní individuální přístup k léčbě pacienta.

## Další informace
Existuje také profesní společnost Mezinárodní společnost pro studium a léčbu bolesti - International Association for the Study of Pain (ISAP).